# Eckertalsperre

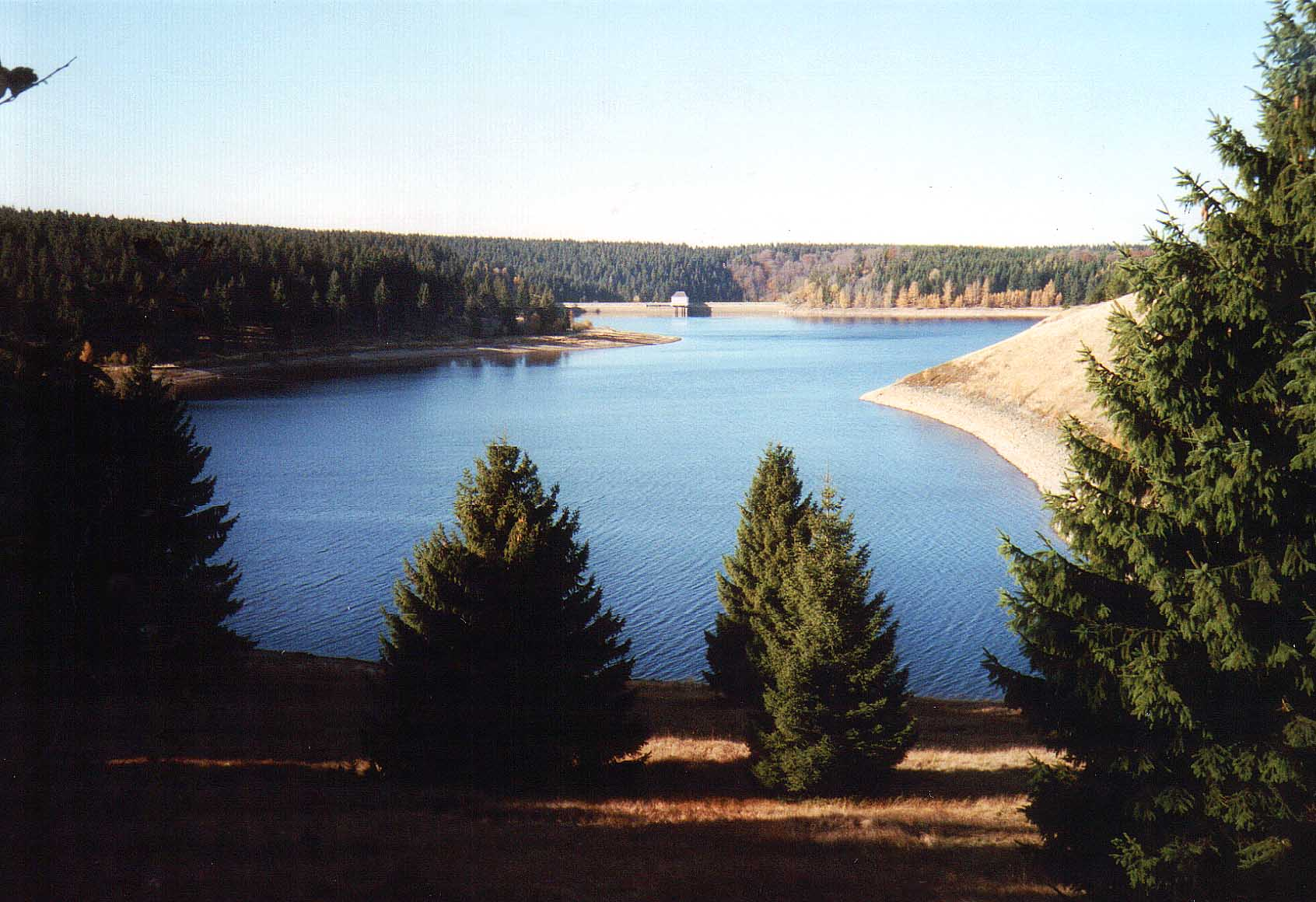
Blick nordwestwärts über den Stausee zur Staumauer

Die Eckertalsperre (selten auch Eckerstausee genannt) ist eine Talsperre bei Bad Harzburg im Harz, die 1943 in Betrieb genommen wurde und die Ecker und ihre Zuflüsse aufstaut. Die von den Harzwasserwerken betriebene Anlage dient der Trinkwasserversorgung, dem Hochwasserschutz, der Niedrigwasseraufhöhung und der Energieerzeugung.

## Technik
Die Talsperre hat eine Gewichtsstaumauer als Absperrbauwerk. Beim Bau wurde zum ersten Mal in Deutschland Rüttelgrobbeton mit Zuschlag bis 300 Millimeter Korngröße verwendet. Die Mauer wiegt 420.000 Tonnen.
Der Stauraum nutzt einen Talabschnitt, der unterhalb einer deutlichen Talstufe von einem eiszeitlichen Gletscher beckenartig ausgeschürft wurde. Die Eckertalsperre hat einen mittleren Jahresabfluss von 16 Millionen Kubikmeter.

## Geschichte und Grenzlage
Nach der Sösetal- und der Odertalsperre war die Eckerstaumauer das dritte moderne Talsperrenbauwerk im Harz. Im oberen Einzugsgebiet der Ecker am Brockenfeld werden im langjährigen Mittel Niederschlagsmengen von 1372 mm pro Jahr registriert und Spitzenwerte von 1700 mm erreicht. Der Stausee erhält damit die höchsten Niederschlagsmengen aller Harztalsperren.
Eine Niedrigwasseraufhöhung erfolgt durch die Talsperre kaum, da ihr Einzugsgebiet nur die Hälfte der im Harz entspringenden Zuflüsse umfasst.
Der Stausee wurde auch für den steigenden Trinkwasserbedarf in der Region geplant. Dieser stieg in den 1930er Jahren durch den geplanten Aufbau des Volkswagenwerkes zusammen mit der „Stadt des KdF-Wagens bei Fallersleben“ (seit 1945: Wolfsburg) und die wachsende Einwohnerzahl von Braunschweig. Der Bau der Talsperre erfolgte mitten im Zweiten Weltkrieg. Für die Arbeiten wurden seinerzeit auch mehrere hundert ausländische Arbeitskräfte und Kriegsgefangene eingesetzt.
Zur Zeit der Teilung Deutschlands verlief die innerdeutsche Grenze mitten durch Stauraum und Staumauer; diese war auf der Westseite nur zu etwa zwei Dritteln öffentlich zugänglich. Von den Grenztruppen der DDR war mit einer aufgesetzten Backsteinmauer und Stacheldraht der östliche Teil der Mauerkrone abgetrennt worden. Die Zutrittsrechte zur Talsperre wurden erst Ende der 1970er Jahre in bilateralen Verträgen zwischen der Bundesrepublik Deutschland und der Deutschen Demokratischen Republik geregelt. Die alte DDR-Grenzsäule auf dem Absperrbauwerk ist erhalten.

## Trinkwasserversorgung
Der Stausee dient der Trinkwasserversorgung der Städte Braunschweig, Wolfenbüttel und Wolfsburg. Das Wasser wird zum Hochbehälter Lewerberg bei Liebenburg geleitet, wo auch das Trinkwasser aus der Granetalsperre eintrifft. Von dort führt eine Leitung zum Thieder Lindenberg und weiter in die Großstädte Braunschweig und Wolfsburg.
Das Wasser der Ecker ist bedingt durch die huminsäurehältigen Moorbäche mit einem pH-Wert von 4,6 relativ sauer. Außerdem ist es nährstoffarm und dadurch gut geeignet für die Trinkwasseraufbereitung. Fischereiwirtschaftlich wird die Talsperre nicht genutzt, da der niedrige pH-Wert von den meisten Fischen nicht vertragen wird. Unterhalb der Talsperre ist das Wasser annähernd neutral.

## Wasserkraft
Die Leistung des Wasserkraftwerks unterhalb der Staumauer liegt bei 2 × 300 Kilowatt; die so jährlich gewonnene elektrische Arbeit erreicht bis zu 1,4 Millionen kWh. Zusätzlich wird am Lewerberg die Wasserkraft genutzt und eine elektrische Jahresarbeit bis zu 500.000 kWh erzeugt.

## Wandern
Die Eckertalsperre ist für Privatpersonen nicht mit dem Auto erreichbar. Rund um den Stausee führt der 10,1 km lange Rundweg Eckerstausee. Die Staumauer ist als Nr. 1 (Eckertalsperre-Staumauer) in das System der Stempelstellen der Harzer Wandernadel einbezogen.
Auch der Start von Torfhaus ist gut mit dem ÖPNV zu erreichen. Von dort geht es über das Skidenkmal (Harzer Wandernadel Stempelstelle 19) und den Pionierweg an dem Eckerstausee entlang zur Talsperre. Von dort geht es dann zurück entweder direkt zur Bushaltestelle am Radauwasserfall oder alternativ über das Molkenhaus (Bad Harzburg) (Harzer Wandernadel Stempelstelle 169) nach Bad Harzburg.

## Galerie

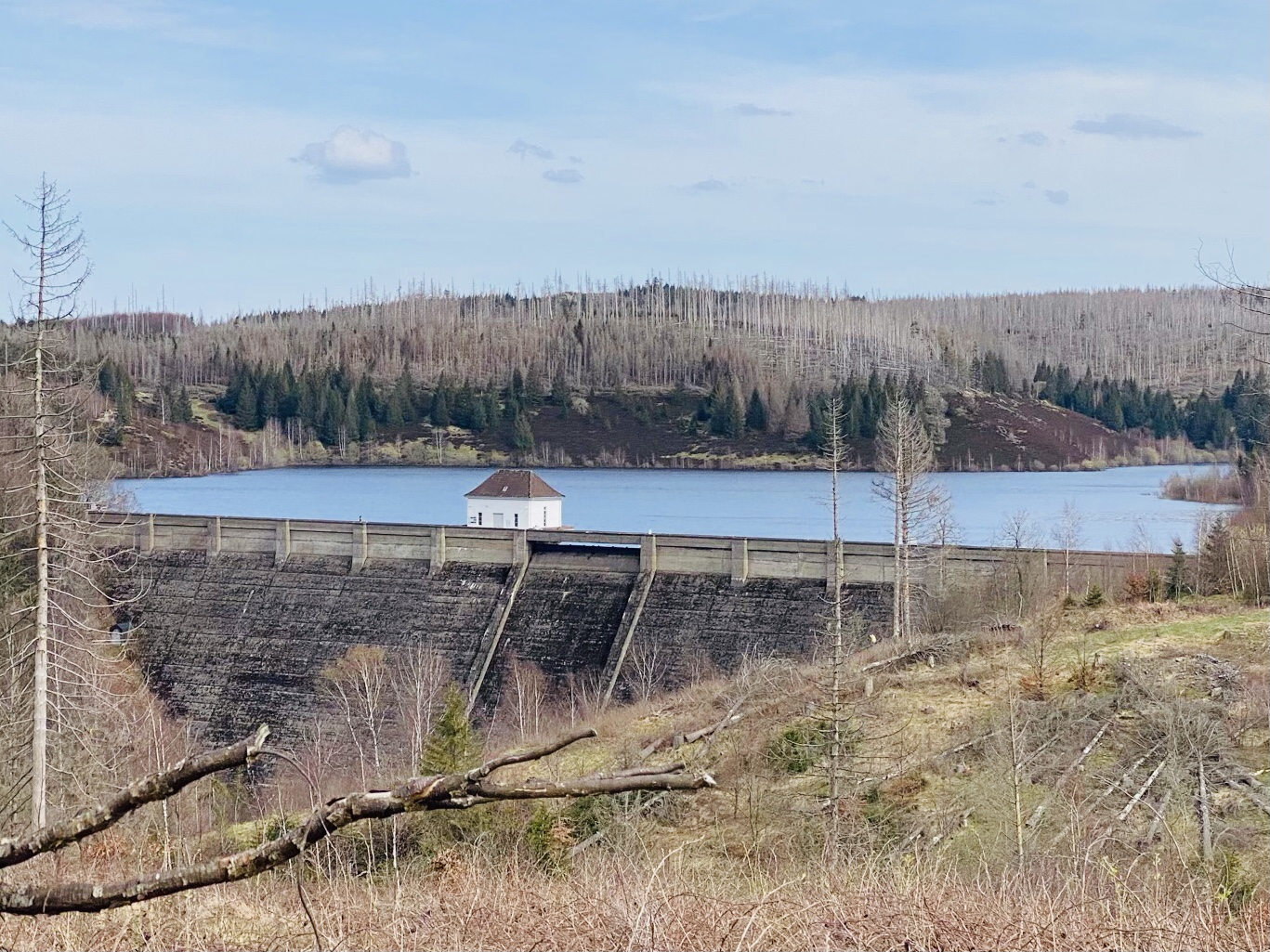
Staumauer
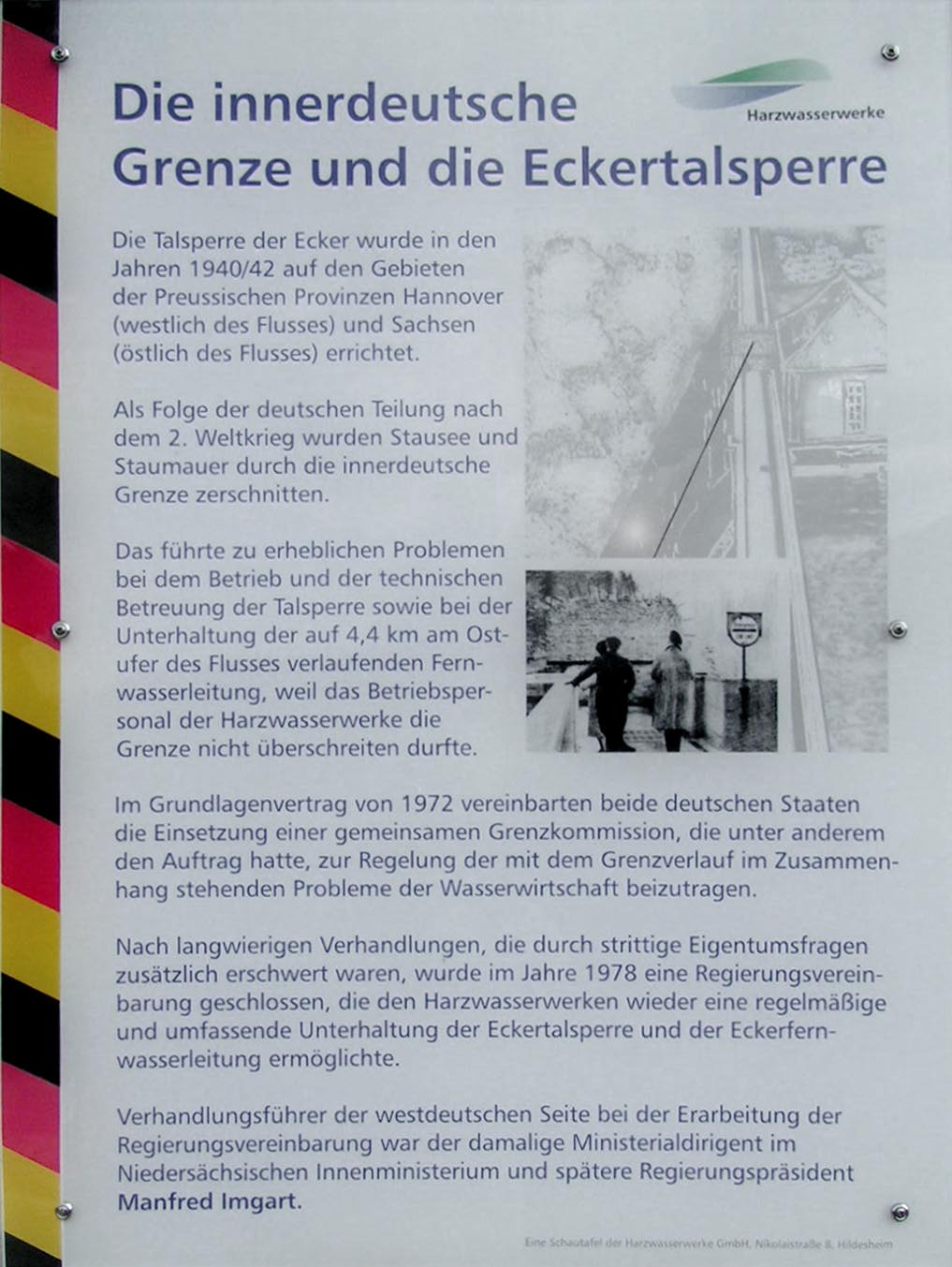
Infotafel zur ehemaligen innerdeutschen Grenze
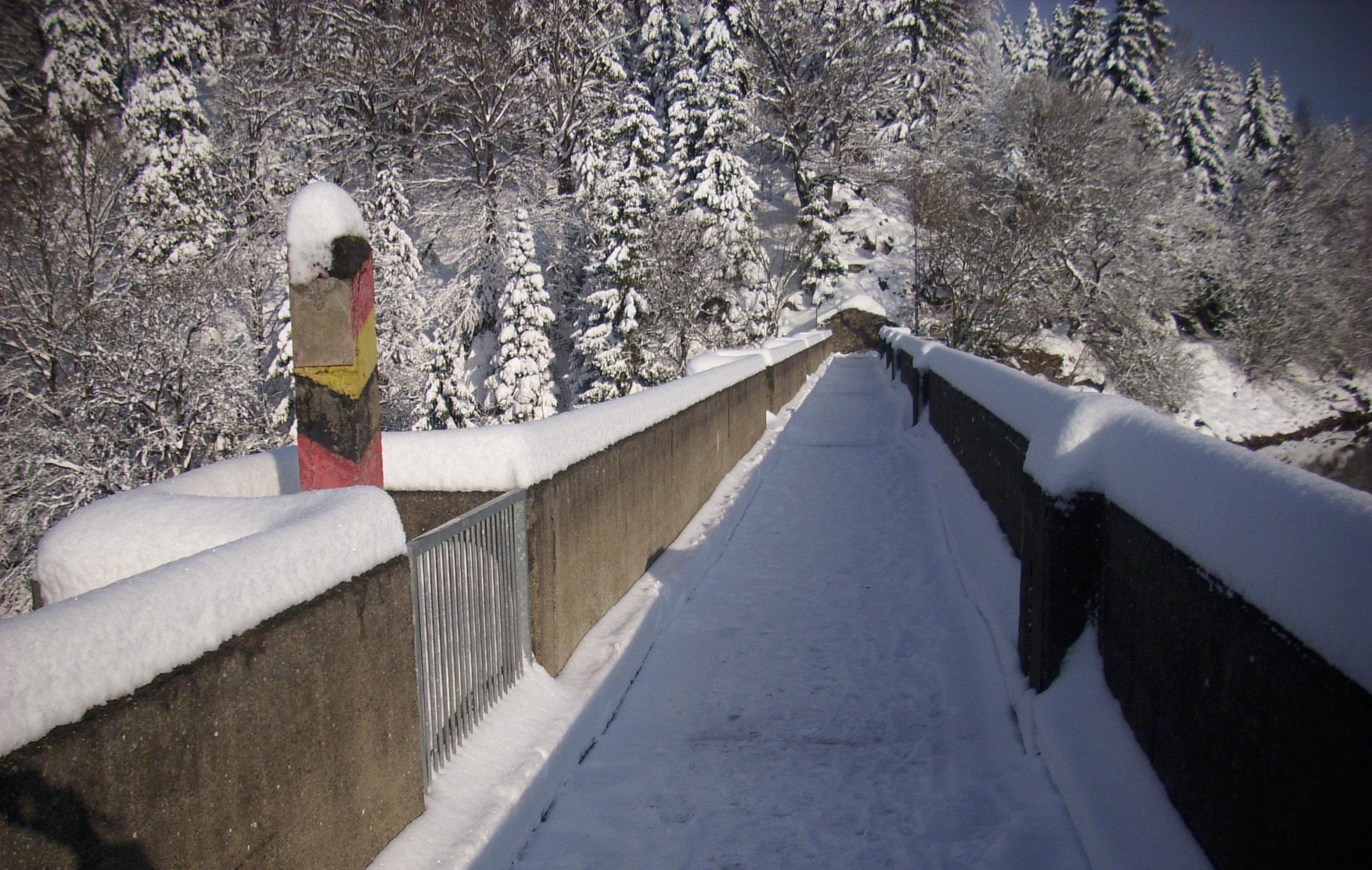
Ehemalige DDR-Grenzsäule auf der Staumauer
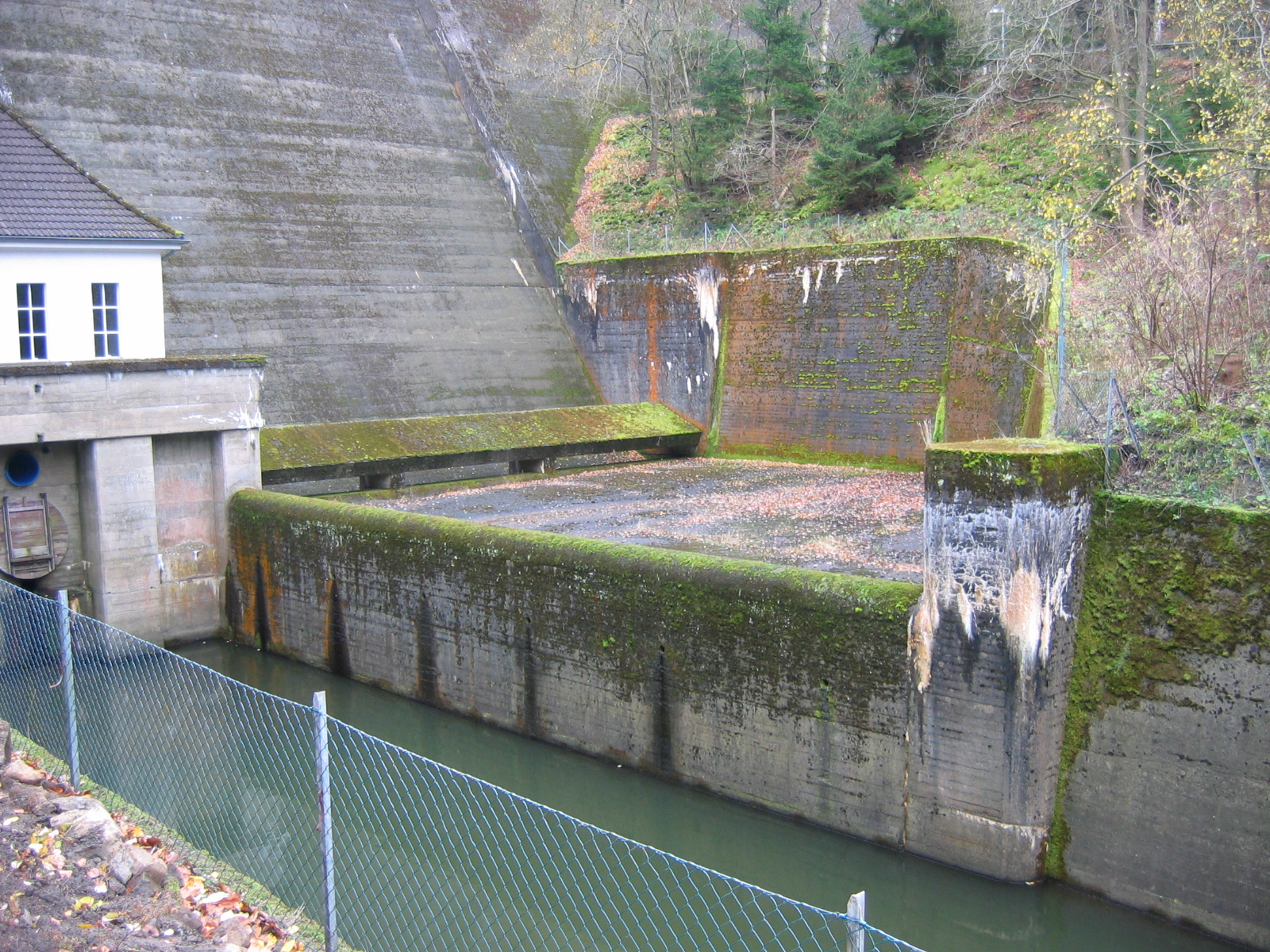
Tosbecken der Hochwasserentlastungsanlage